# Markus H. Eberhard
Markus H. Eberhard (* 7. August 1966 in Gräfelfing) ist ein deutscher Schauspieler, Sänger und Coach.

## Leben
Eberhard wuchs in München auf. Er studierte Gesang an der Münchener Musikhochschule (Raimund Grumbach, Markus Goritzki) und Schauspiel am Zinner-Studio. Im Jahre 1995 absolvierte er den Hollywood-Acting-Workshop in Los Angeles. 1996 war Markus Eberhard an der Royal Shakespeare Company Summer School in Stratford-upon-Avon. 2003 arbeitete er mit Monica Bleibtreu in ihrem Workshop „Großaufnahme“ an der ifs in Köln. Markus Eberhard besuchte mehrere Meisterkurse für Gesang bei Kurt Widmer.

## Beruf
Neben seiner künstlerischen Laufbahn hat sich Eberhard in vielen Bereichen betätigt:
Arbeitstechnik und Management, Filmproduktion, Arbeitsethik und Werte, Interkulturelle Zusammenarbeit mit Fokus auf die Volksrepublik China und Meditation. Er schrieb für seine Musiktheaterklasse u. a. „Familie Robert Schumann – ein Versuch“ und „Der Schwur der Pharaonin“, bei deren Verfilmungen er auch Regie führte. Weitere Regiearbeiten sind u. a. Gute Pläne, falsches Spiel (2011), Max und die Käsebande (2013), Spuk auf Schloss Eulenstein (2015) und Anatevka (2017).

### Sänger
Schon während seiner Ausbildung galt das Interesse von Eberhard besonders der zeitgenössischen Musik. An der bayerischen Staatsoper wirkte er u. a. in den Uraufführungen Ubu Rex (Krzysztof Penderecki) und 
Geisterbahn (Volker Heyn) mit. Mit dem englischen Ensemble „Trug Opera“ gastierte er u. a. in London, Bristol und Newcastle. 2001 sang Eberhard den Papageno am Bozener Stadttheater und konzentrierte sich danach mehr auf das Schauspiel. Von 2002 bis 2007 sang und spielte Markus Eberhard die Rolle des Bob Biberti in Die Comedian Harmonists zunächst am Stadttheater Bielefeld und anschließend am Nationaltheater Mannheim.

### Schauspiel
Seine Karriere als Schauspieler begann Markus Eberhard in Ingolstadt. Seither ist er alljährlich in wenigstens zwei Theaterproduktionen zu sehen. Seit 1995 steht er regelmäßig für TV- und Kino-Produktionen vor der Kamera. Zu den bekanntesten Produktionen gehören: Der gerade Weg (1998), SOKO 5113 Endstation Floßlände (2001), Leo Gandlgruber in Kanal fatal (2002–2005), Liebe hat Vorfahrt (2005), Plötzlich Opa (2006), Laurenz Frobisch in Lotta in Love (2006) und Schröder in Alarm für Cobra 11 – Die Autobahnpolizei. Außerdem hatte er Gastauftritte in Fernsehserien wie Der Alte, Die Rosenheim-Cops, Eine für alle – Frauen können’s besser, Dahoam is Dahoam und Grünwald Freitagscomedy. Zudem spielte er in einem Internetclip des Projekts Thank You Third World mit, der von vielen beabsichtigterweise für echt gehalten wurde und daher für Empörung sorgte. Von den drei Videos war dieses mit fast einer halben Million Klicks nach knapp drei Jahren das mit Abstand erfolgreichste; die gesamte Kampagne wurde 2010 zweimal auf Festivals ausgezeichnet. Seit 2014 tritt Markus Eberhard gemeinsam mit Andreas Agler und dem Pianisten Stefan Delanoff in eigenen Kabarettabenden auf.

### Coach
Seit 2001 ist Markus Eberhard als Coach und Seminarleiter tätig. Neben den künstlerischen Bereichen Stimme, Sprache und Präsentation gilt ein besonderes Augenmerk dem Kommunikationsmanagement in Konfliktsituationen. Seit 2010 unterrichtet Markus Eberhard an der Tölzer Musikschule Schauspiel, Gesang und leitet gemeinsam mit Elisabeth Artmeier die Musiktheaterklasse.

## Filmografie (Auswahl)
- 1993: Verkehrsgericht (Fernsehserie, Folge 36, Tod im Rettungswagen)
- 1996: Der Bulle von Tölz (Fernsehserie, 1 Folge)
- 1997: Café Meineid (Fernsehserie, 1 Folge)
- 1997: Tatort – Der Teufel
- 1998: Tatort – Gefallene Engel
- 1999–2008: Forsthaus Falkenau (Fernsehserie, 3 Folgen)
- 2002–2006: Alarm für Cobra 11 – Die Autobahnpolizei (Fernsehserie, 12 Folgen)
- 2002: Tatort – Totentanz
- 2002–2013: Die Rosenheim-Cops (Fernsehserie, 6 Folgen)
- 2002–2019: SOKO München (Fernsehserie, 4 Folgen)
- 2004: Der Wunschbaum (Fernsehdreiteiler)
- 2004:  Polizeiruf 110 – Die Maß ist voll
- 2005: Liebe hat Vorfahrt
- 2005–2009: Der Alte (Fernsehserie, 3 Folgen)
- 2006: Lindenstraße (Fernsehserie, 1 Folge)
- 2006: Plötzlich Opa
- 2006: Lotta in Love (Fernsehserie, 31 Folgen)
- 2008: Sturm der Liebe (Fernsehserie, 1 Folge)
- 2008: Inga Lindström: Sommer in Norrsunda
- 2009: Die Unbedingten
- 2010: Rock It!
- 2010: Vincent will Meer
- 2011: Ein Fall für zwei (Fernsehserie, 1 Folge)
- 2011: Mord in bester Familie
- 2012: München 7 (Fernsehserie, 1 Folge)
- 2012: Hubert und Staller (Fernsehserie, 1 Folge)
- 2016: Liebe bis in den Mord
- 2016: Die Truckerin – Eine Frau geht durchs Feuer
- 2021: Zimmer mit Stall: Schwiegermutter im Anflug

## Veröffentlichungen
- Verschiedene Gedichte 2016: u. a. Die Besten (Frankfurter Verlagsgesellschaft)
- CD: „Das dritte Auge“ von Arne Dahl, 2005, Hörverlag
- CD: Die Entdeckung des Himmels von Harry Mulisch, 2007, Hörverlag
- Buch: Beiträge in „Warming-up in Seminar und Training“ von Stefan König (Hrsg.)